# Гоблен от Байо
Гобленът от Байо̀ (на френски: Tapisserie de Bayeux, произношение tapisʁi də bajø; на староанглийски: Baius tæpped) е гоблен - парче бродиран плат с размери 0,5 на 68.38 м, което изобразява събитията около Норманското нашествие в Англия. Надписите върху него са на латински. Изложено е в град Байо, Нормандия, Франция в Музея на Гоблена от Байо, а в гр. Рединг, Англия е изложено негово копие от Викторианската епоха. Източник е на ценна информация за историята на XI век.

## Описание
Конците, с които е бродирано върху гоблена, са от вълна в четири цвята: лилаво, синьо, зелено и черно.
Сцените, бродирани върху килима, разказват историята на завладяването на Англия. Събитията се развиват в хронологичен ред и представляват поредица от сцени: изпращането на Харолд от крал Едуард Изповедника в Нормандия, пленяването му от Граф Гай, граф на Ponthieu, освобождаването на херцог Уилям, клетвата Харолд пред Уилям и участието му в обсадата на Динан, смъртта на Едуард Изповедника и коронацията на Харолд, появата на комета, нашествието на Уилям и накрая, смъртта на Харолд в битката при Хейстингс.
Най-известното изображение върху гоблена е това на Халеевата комета, която през 1066 г. минава край Земята. Войските на Уилям Завоевателя я приемат като добър знак за успеха на кампанията.

## История
Първите сведения за гоблена датират от 1476 г., когато той е изнасян веднъж годишно за украса на катедралата в Байо. Описан е от френския антиквар и учен Bernard de Montfaucon, който публикува най-ранната му репродукция през 1730 г. По време на Френската революция той оцелява при нападенията срещу църквите и през 1803 – 04 г. по желание на Наполеон е показан в Париж. След това се съхранява в Байо, с изключение на военните периоди.
Има предположение, че авторите на килима от Байо са монасите на манастира „Св. Августин“ в Кентърбъри.
През ХХ век е предложена друга хипотеза: създаването на килима може да е по поръчка на Одо, епископ на Байо, полубрат и един от най-близките сътрудници на крал Уилям I. Като потвърждение на тази теза обикновено се привеждат следните факти: на килима са изобразени три от слугите на епископ, чиито имена се срещат също така в книгата Страшния съд, килимът се е намирал в катедралата в Байо, построен от Одо, може би килимът е създаден във време, когато катедралата е строена (1070-те години). Ако клиентът на килима наистина е епископ Одо, то негови спонсори или изпълнители вероятно са били британските тъкачи, тъй като основните имоти на Епископа са в Кент. Това е косвено потвърдено и от факта, че някои латински имена на килима са получени от англосаксонски, а растителните багрила използвани в килима са широко признати в Англия.